# Vitória do Jari
Vitória do Jari är en kommun i Brasilien.   Den ligger i delstaten Amapá, i den norra delen av landet, 1 700 km norr om huvudstaden Brasília. Antalet invånare är 12 445.
I omgivningarna runt Vitória do Jari växer i huvudsak städsegrön lövskog. Runt Vitória do Jari är det mycket glesbefolkat, med 4 invånare per kvadratkilometer.